# Dirka po Italiji 1965
Dirka po Italiji 1965 (italijansko Giro d'Italia 1965) je 48. izvedba dirke po Italiji, tritedenske moške cestne kolesarske etapne dirke. Začela se je 15. maja v San Marinu in končala 6. junija v Firencah. Sodelovalo je 100 kolesarjev iz 10-ih ekip. Rožnato majico je prvič osvojil Vittorio Adorni (Salvarani), drugo mesto Italo Zilioli (Sanson), tretje pa Felice Gimondi (Salvarani). Zeleno majico je osvojil Franco Bitossi (Filotex).

## Ekipe
- Bianchi–Mobylette
- Filotex
- Flandria–Romeo
- Ignis
- Legnano
- Maino
- Molteni
- Salvarani
- Sanson
- Vittadello

## Etape
| Etapa | Datum    | Štart/Cilj                        | Razdalja    | Tip         | Tip                  | Zmagovalec                |             |
| ----- | -------- | --------------------------------- | ----------- | ----------- | -------------------- | ------------------------- | ----------- |
| 1     | 15. maj  | San Marino (San Marino) – Perugia | 198 km      |             | gorska etapa         | Michele Dancelli (ITA)    |             |
| 2     | 16. maj  | Perugia – L'Aquila                | 180 km      |             | gorska etapa         | Guido Carlesi (ITA)       |             |
| 3     | 17. maj  | L'Aquila – Rocca di Cambio        | 199 km      |             | gorska etapa         | Luciano Galbo (ITA)       |             |
| 4     | 18. maj  | Rocca di Cambio – Benevento       | 239 km      |             | gorska etapa         | Adriano Durante (ITA)     |             |
| 5     | 19. maj  | Benevento – Avellino              | 175 km      |             | gorska etapa         | Michele Dancelli (ITA)    |             |
| 6     | 20. maj  | Avellino – Potenza                | 161 km      |             | gorska etapa         | Vittorio Adorni (ITA)     |             |
| 7     | 21. maj  | Potenza – Maratea                 | 164 km      |             | ravninska etapa      | Luciano Armani (ITA)      |             |
| 8     | 22. maj  | Maratea – Catanzaro               | 103 km      |             | ravninska etapa      | Frans Brands (BEL)        |             |
| 9     | 23. maj  | Catanzaro – Reggio Calabria       | 161 km      |             | gorska etapa         | Adriano Durante (ITA)     |             |
| 10    | 24. maj  | Messina – Palermo                 | 260 km      |             | ravninska etapa      | Domenico Meldolesi (ITA)  |             |
| 11    | 25. maj  | Palermo – Agrigento               | 146 km      |             | ravninska etapa      | Guido Carlesi (ITA)       |             |
| 12    | 26. maj  | Agrigento – Sirakuze              | 230 km      |             | ravninska etapa      | Raffaele Marcoli (ITA)    |             |
| 13    | 27. maj  | Catania – Taormina                | 50 km       |             | posamični kronometer | Vittorio Adorni (ITA)     |             |
|       | 28. maj  | dan počitka                       | dan počitka | dan počitka | dan počitka          | dan počitka               | dan počitka |
| 14    | 29. maj  | Milano – Novi Ligure              | 100 km      |             | ravninska etapa      | Danilo Grassi (ITA)       |             |
| 15    | 30. maj  | Novi Ligure – Diano Marina        | 223 km      |             | gorska etapa         | Bruno Mealli (ITA)        |             |
| 16    | 31. maj  | Diano Marina – Torino             | 205 km      |             | gorska etapa         | Aldo Pifferi (ITA)        |             |
| 17    | 1. junij | Torino – Biandronno               | 163 km      |             | ravninska etapa      | Raffaele Marcoli (ITA)    |             |
| 18    | 2. junij | Biandronno – Saas Fee (Švica)     | 178 km      |             | gorska etapa         | Italo Zilioli (ITA)       |             |
| 19    | 3. junij | Saas Fee (Švica) – Madesimo       | 282 km      |             | gorska etapa         | Vittorio Adorni (ITA)     |             |
| 20    | 4. junij | Madesimo – prelaz Stelvio         | 160 km      |             | gorska etapa         | Graziano Battistini (ITA) |             |
| 21    | 5. junij | Bormio – Brescia                  | 179 km      |             | gorska etapa         | Franco Bitossi (ITA)      |             |
| 22    | 6. junij | Brescia – Firence                 | 295 km      |             | ravninska etapa      | René Binggeli (SUI)       |             |
|       | Skupaj   | Skupaj                            | 4051 km     | 4051 km     | 4051 km              | 4051 km                   | 4051 km     |

## Razvrstitev po klasifikacijah
| Etapa  | Zmagovalec          | Rožnata majica · | Zelena majica ·                  | Ekipno    |
| ------ | ------------------- | ---------------- | -------------------------------- | --------- |
| 1      | Michele Dancelli    | Michele Dancelli | Michele Dancelli                 | ?         |
| 2      | Guido Carlesi       | Guido Carlesi    | ?                                | ?         |
| 3      | Luciano Galbo       | Luciano Galbo    | Vito Taccone in Antonio Bailetti | ?         |
| 4      | Adriano Durante     | Albano Negro     | Michele Dancelli                 | ?         |
| 5      | Michele Dancelli    | Albano Negro     | Michele Dancelli                 | ?         |
| 6      | Vittorio Adorni     | Vittorio Adorni  | Michele Dancelli                 | ?         |
| 7      | Luciano Armani      | Vittorio Adorni  | Michele Dancelli                 | ?         |
| 8      | Frans Brands        | Bruno Mealli     | Michele Dancelli                 | ?         |
| 9      | Adriano Durante     | Bruno Mealli     | Michele Dancelli                 | ?         |
| 10     | Domenico Meldolesi  | Bruno Mealli     | ?                                | ?         |
| 11     | Guido Carlesi       | Bruno Mealli     | ?                                | ?         |
| 12     | Raffaele Marcoli    | Bruno Mealli     | ?                                | ?         |
| 13     | Vittorio Adorni     | Vittorio Adorni  | ?                                | ?         |
| 14     | Danilo Grassi       | Vittorio Adorni  | ?                                | ?         |
| 15     | Bruno Mealli        | Vittorio Adorni  | ?                                | ?         |
| 16     | Aldo Pifferi        | Vittorio Adorni  | ?                                | ?         |
| 17     | Raffaele Marcoli    | Vittorio Adorni  | ?                                | ?         |
| 18     | Italo Zilioli       | Vittorio Adorni  | ?                                | ?         |
| 19     | Vittorio Adorni     | Vittorio Adorni  | Franco Bitossi                   | ?         |
| 20     | Graziano Battistini | Vittorio Adorni  | Franco Bitossi                   | ?         |
| 21     | Franco Bitossi      | Vittorio Adorni  | Franco Bitossi                   | ?         |
| 22     | René Binggeli       | Vittorio Adorni  | Franco Bitossi                   | ?         |
| Skupaj | Skupaj              | Vittorio Adorni  | Franco Bitossi                   | Salvarani |

## Končna razvrstitev
| Legenda | Legenda                                  | Legenda | Legenda                                    |
| ------- | ---------------------------------------- | ------- | ------------------------------------------ |
|         | Predstavlja vodilnega v skupnem seštevku |         | Predstavlja vodilnega v gorski razvrstitvi |

### Rožnata majica
| Poz. | Kolesar                 | Ekipa     | Čas          |
| ---- | ----------------------- | --------- | ------------ |
| 1    | Vittorio Adorni (ITA)   | Salvarani | 121h 08' 18" |
| 2    | Italo Zilioli (ITA)     | Sanson    | + 11' 26"    |
| 3    | Felice Gimondi (ITA)    | Salvarani | + 12' 57"    |
| 4    | Marcello Mugnaini (ITA) | Maino     | + 14' 30"    |
| 5    | Franco Balmamion (ITA)  | Sanson    | + 15' 05"    |
| 6    | Vito Taccone (ITA)      | Salvarani | + 15' 33"    |
| 7    | Franco Bitossi (ITA)    | Filotex   | + 15' 37"    |
| 8    | Roberto Poggiali (ITA)  | Ignis     | + 19' 22"    |
| 9    | Imerio Massignan (ITA)  | Ignis     | + 19' 30"    |
| 10   | Guido De Rosso (ITA)    | Molteni   | + 21' 03"    |

### Zelena majica
| Poz. | Kolesar                  | Ekipa      | Točke |
| ---- | ------------------------ | ---------- | ----- |
| 1    | Franco Bitossi (ITA)     | Filotex    | 250   |
| 2    | Vito Taccone (ITA)       | Salvarani  | 160   |
| 3    | Vittorio Adorni (ITA)    | Salvarani  | 140   |
| 4    | Italo Zilioli (ITA)      | Sanson     | 110   |
| 5    | Michele Dancelli (ITA)   | Molteni    | 90    |
| 5    | Marcello Mugnaini (ITA)  | Maino      | 90    |
| 7    | Antonio Bailetti (ITA)   | Sanson     | 30    |
| 7    | Carlo Brugnami (ITA)     | Molteni    | 30    |
| 7    | Silvano Schiavon (ITA)   | Legnano    | 30    |
| 10   | Franco Cribori (ITA)     | Ignis      | 20    |
| 10   | Roberto Poggiali (ITA)   | Ignis      | 20    |
| 10   | Angelo Ottaviani (ITA)   | Vittadello | 20    |
| 10   | Giancarlo Ferretti (ITA) | Legnano    | 20    |
| 10   | Imerio Massignan (ITA)   | Ignis      | 20    |